# Hermann I. (Meißen)

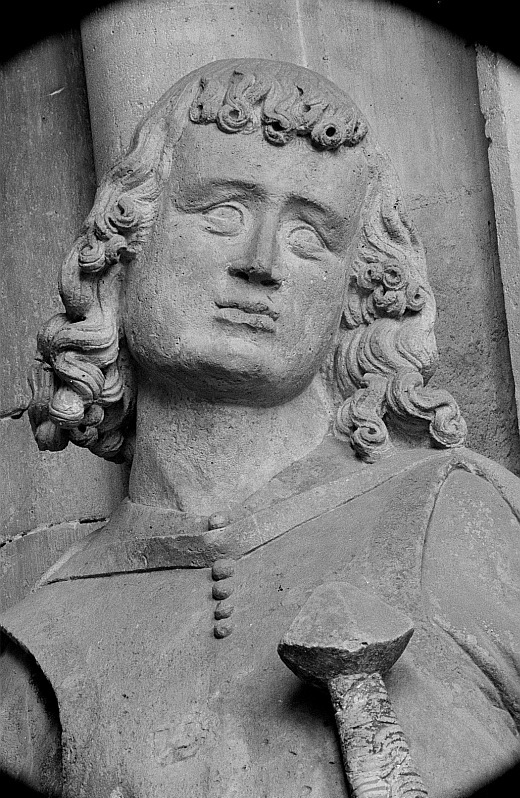
Markgraf Hermann I. dargestellt im Dom zu Naumburg

Hermann I. (* um 980; † 1. November 1038) war ab 1009 Markgraf der Mark Meißen und ab 1028 Graf im Hassegau. Er war der älteste Sohn von Markgraf Ekkehard I. und der Suanehild, Tochter von Herzog Hermann Billung von Sachsen. Verheiratet war er mit Reglindis, Tochter des polnischen Königs Bolesław I. Chrobry aus dem Adelsgeschlecht der Piasten.

## Leben
Während die Markgrafschaft nach der Ermordung seines Vaters Ekkehards I. am 30. April 1002 an seinen Onkel Gunzelin überging, blieben der spätere Markgraf und sein Bruder Ekkehard II. zunächst auf ihre Eigengüter beschränkt. Schon seit 1004 lag die Schutzherrschaft über Bautzen im Milzener Land in seiner Hand.
1007 entbrannte erneut der Krieg Königs Heinrich II. gegen Bolesław von Polen, der sogleich in die Mark Lausitz einfiel, die er verwüstete und die Hauptfeste Budusin (Bautzen) eroberte. Nach einer Fehde Hermanns gegen seinen – auch des Paktierens mit Polen bezichtigten – Onkel Gunzelin wurde dieser 1009 durch ein Fürstengericht abgesetzt, und Hermann erhielt die Markgrafschaft auf Intervention der Königin Kunigunde, des Erzbischofs Tagino von Magdeburg und auf Rat der Fürsten. Am Feldzug seines Stiefbruders Gero II. von 1015 nahm er nicht teil, geleitete aber zusammen mit seinen Brüdern Ekkehard und Gunther dessen Leiche nach dem Kloster Nienburg. Er beschwor 1018 den Frieden von Bautzen mit Polen und half 1030 Kaiser Konrad II. bei der Rückgewinnung aller verlorenen Gebiete im Krieg gegen König Mieszko II. Lambert von Polen. Er stand in Thüringen gegen die Grafen von Weimar-Orlamünde, plünderte Weimar und stritt jahrelang mit Bischof Thietmar von Merseburg um Forstrechte bei Rochlitz und andere Fragen.
Hermanns politisch-militärisches Handeln stand überwiegend im Zeichen der Abwehr der Angriffe Polens gegen die Marken Meißen und Lausitz, deren Besitz er in einer Reihe von Kämpfen sichern konnte. Mehrmals versuchte er in den Kriegen gegen Polen, zwischen dem deutschen König und seinem Schwiegervater zu vermitteln. In seinen letzten Regierungsjahren, die aufgrund des Friedensschlusses von 1031 zwischen Konrad II. und Mieszko II. Lambert friedlicher verliefen, konnte der Markgraf erste Ansätze des Landesausbaus einleiten. Im Jahre 1028 ließ Hermann I. das Bistum Zeitz auf das ekkehardinische Allod Naumburg verlegen und mit Eigengut reich ausstatten. Seit 1032 führte sein Bruder Ekkehard die Geschäfte.